# Epipactis pontica
Epipactis pontica (Taubenheim), 1975 è una piccola pianta erbacea appartenente alla famiglia delle Orchidacee.

## Etimologia
L'epiteto specifico (pontica) fa riferimento alla zona di origine di questa pianta: Pontica, una regione meridionale del Mar Nero.

## Descrizione
È una pianta erbacea perenne alta normalmente da 10 a 35 cm. La forma biologica di questa orchidea è geofita rizomatosa (G rizh), ossia è una piante con un particolare fusto sotterraneo, detto rizoma, che ogni anno si rigenera con nuove radici e   fusti avventizi. Queste piante, contrariamente ad altri generi delle orchidee, non sono “epifite”, ossia non vivono a spese di altri vegetali di maggiori proporzioni (hanno cioè un proprio rizoma).

### Radici
Le radici sono secondarie da rizoma.

### Fusto
- Parte ipogea: la parte sotterranea consiste in un breve rizoma.
- Parte epigea: la parte aerea è esile, eretta e semplice a sezione cilindrica. Il fusto è densamente pubescente, colorato di verde chiaro e generalmente singolo.

### Foglie
Le foglie di questa pianta (da 3 a 6) sono a forma ovato-ellittica, apice acuto, portamento diritto e sono colorate di verde scuro. Lungo il fusto sono disposte in modo spiralato. Quelle superiori sono progressivamente più strette e più piccole. Tutte sono percorse longitudinalmente da diverse evidenti nervature (foglie di tipo parallelinervie). Sono inoltre sessili e amplessicauli.

### Infiorescenza
L'infiorescenza è un racemo terminale, contratto e lasso con pochi fiori (5 - 20) campanuliformi a portamento pendulo; sono tutti pedicellati. Alla base del pedicello sono presenti delle brattee, verdi a forma lanceolata simili alle foglie superiori. Queste brattee, di tipo fogliaceo, sono più lunghe dei fiori, mentre quelle superiori sono progressivamente più piccole. I fiori sono resupinati, ruotati sottosopra tramite torsione del pedicello.

### Fiore
I fiori sono ermafroditi ed irregolarmente zigomorfi, pentaciclici (perigonio a 2 verticilli di tepali, 2 verticilli di stami, 1 verticillo dello stilo). I fiori sono colorati di verde giallastro con sfumature rosate. All'antesi i fiori si presentano poco aperti.

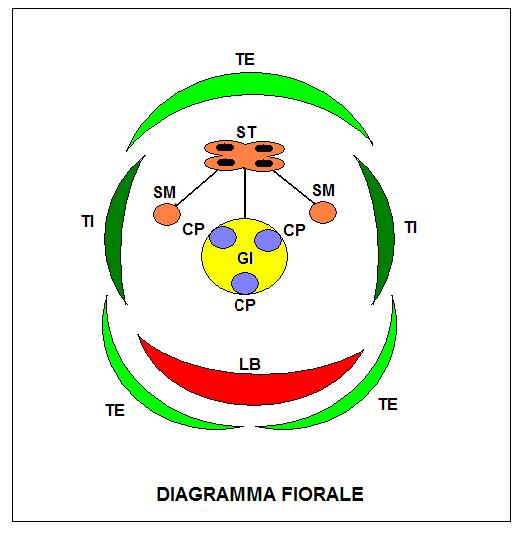

- Formula fiorale: per queste piante viene indicata la seguente formula fiorale:

X, P 3+3, [A 1, G (3)], infero, capsula
- Perigonio: il perigonio è composto da 2 verticilli con 3 tepali ciascuno (3 interni e 3 esterni) di forma ovato-triangolare, con nervature centrali, liberi e patenti. Il primo verticillo (esterno) ha 3 tepali di tipo sepaloide (simili ai sepali di un calice) e con apice acuto. Nel secondo verticillo (interno) il tepalo centrale (chiamato “labello”) è notevolmente diverso rispetto agli altri due laterali che si presentano più o meno simili agli altri.
- Labello: il labello è diviso in due sezioni; la porzione posteriore del labello (basale, chiamata ipochilo) è concava, verde biancastra all'esterno e verde scuro all'interno; mentre quella anteriore (apicale, chiamata epichilo) è triangolare e si presenta con due protuberanze rosate (o biancastre) alla base, mentre l'apice è verde-chiaro e ripiegato all'ingiù e con i bordi appena ondulati. Nel mezzo tra l'ipochilo e l'epichilo è presente una strozzatura che comunque collega le due parti. Il labello non è speronato come in altri generi e l'ipochilo è nattarifero. Dimensioni dell'epichilo: larghezza 3 – 4,5 mm; lunghezza 2,5 – 3 mm.

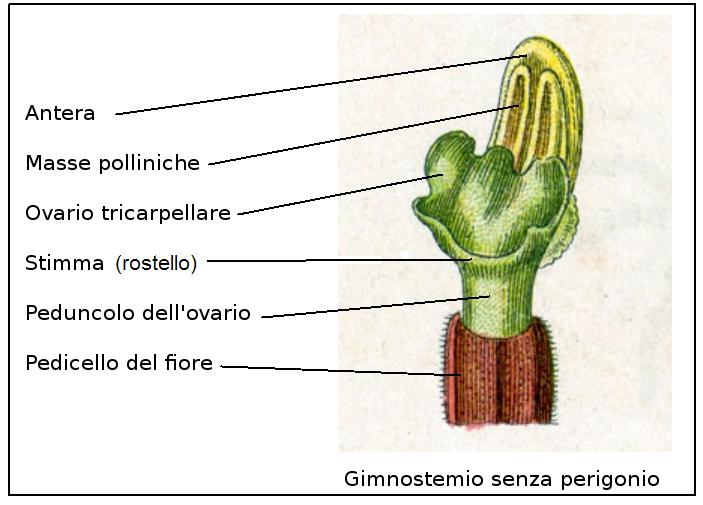
Descrizione del ginostemio

- Ginostemio:  lo stame con la rispettiva antera biloculare è concresciuto con lo stilo e forma una specie di organo colonnare chiamato ginostemio[5]. Il colore di questo organo è fondamentalmente giallo biancastro. Il polline è più o meno incoerente ed è conglutinato in due masse cerose polliniche bilobe (una per ogni loculo dell'antera); queste masse sono prive di “caudicole” (filamento di aggancio all'antera). Il rostello non è sviluppato completamente per cui il viscidio non è funzionante (al momento della fioritura le ghiandole del viscidio sono efficaci, poi si asciugano rapidamente). L'ovario (glabro) è infero, allungato ed è formato da tre carpelli fusi insieme, sorretto dal peduncolo fiorale.
- Fioritura: da luglio a settembre.

### Frutti
Il frutto è una capsula obovoide (o esagonale) a più coste. Anche le capsule, come i fiori, sono orizzontali o pendule.  Nell'interno sono contenuti numerosi minutissimi semi piatti. Questi semi sono privi di endosperma e gli embrioni contenuti in essi sono poco differenziati in quanto formati da poche cellule. Queste piante vivono in stretta simbiosi con micorrize endotrofiche, questo significa che i semi possono svilupparsi solamente dopo essere infettati dalle spore di funghi micorrizici (infestazione di ife fungine). Questo meccanismo è necessario in quanto i semi da soli hanno poche sostanze di riserva per una germinazione in proprio.

## Biologia
La riproduzione di questa pianta avviene in due modi:
- per via sessuata grazie all'impollinazione degli insetti pronubi; la germinazione dei semi è tuttavia condizionata dalla presenza di funghi specifici (i semi sono privi di albume – vedi sopra).
- in modo autogamo, quando il fiore è già aperto; ma si possono fecondare anche in modo cleistogamo (a fiori chiusi).

## Distribuzione e habitat
La specie ha un areale steno-Mediterraneo che si estende dall'Italia e dall'Austria, attraverso i Balcani sino alla Grecia e alla Turchia. In Italia ha una distribuzione estremamente discontinua, essendo stata segnalata in Veneto, Toscana e Calabria (essendo una specie di recente ritrovamento, l'areale è ancora non del tutto noto).
L'habitat tipico di questa orchidea sono i boschi di faggete in zone fresche a mezza ombra su substrato acido. Sui rilievi queste piante si possono trovare da 800 fino a 1500 m s.l.m..

## Tassonomia
Il numero cromosomico di Epipactis pontica è: 2n = 40.

### Specie simili
In genere tutte le Epipactis sono abbastanza simili nella forma del fiore. Qui ricordiamo alcune specie abbastanza somiglianti a E. pontica quali: 
- Epipactis autumnalis Doro - Elleborina autunnale: tutto il perigonio è fondamentalmente verde.
- Epipactis greuteri H.Baumann & Künkele - Elleborina di Greuter: i tepali sono allungati e lanceolati.
- Epipactis leptochila (Godfery) Godfery - Elleborina a labello sottile: è una specie con labello poco sviluppato; la colorazione è di un verde più deciso.
- Epipactis microphylla (Ehrh.) Swartz. - Elleborina minore: è una specie con poche e piccole foglie.

## Conservazione
La Lista rossa IUCN classifica Epipactis pontica come specie vulnerabile.
Come tutte le orchidee è una specie protetta e quindi ne è vietata la raccolta e il commercio ai sensi della Convenzione sul commercio internazionale delle specie minacciate di estinzione (CITES).